# 난전
난전(亂廛)은 전안(廛案)에 등록되어 있지 않은 자 또는 자기 소관 이외의 상품을 한양 도내(都內)에서 판매하는 행위이다.

## 개설
조선 초의 시전 중에서 고액의 국역을 부담하는 시전이 차츰 생겨나게 되었다. 그 중 육의전(육주비전)은 국가가 특별히 보호하는 반면에 다른 시전은 엄격한 통제를 받았다. 이 제한을 벗어난 상행위를 난전이라 하여 난전례에 따른 처벌을 받았다.
육의전을 중심으로 국역을 부담하던 37개의 시전에게는 그 보상으로 금난전권(禁亂廛權)이 주어졌다. 이러한 것은 상업의 발전을 저해하는 큰 요인이 되었다. 그러나 국역을 부담하지 않는 각 시전은 불법 상행위를 많이 하였으므로 국가에서도 직접 취체하도록 하였고, 금난전권을 가진 시전의 수도 47개로 증가하였다. 이는 대개 18세기 이래 발전한 일반시전과 사상활동의 번창으로 기인한 것이었다.
그 후 6의전의 세력도 점차 미약해졌고, 난전에 대한 규정도 차츰 없어져 상업활동에 있어서 일대 변동을 가져오게 되었다.

## 같이 보기
- 육의전
- 금난전권

## 참고 자료
- 이 문서에는 다음커뮤니케이션(현 카카오)에서 GFDL 또는 CC-SA 라이선스로 배포한 글로벌 세계대백과사전의 "〈상업자본의 발달〉" 항목을 기초로 작성된 글이 포함되어 있습니다.